# Villarzel
Villarzel is een gemeente en plaats in het Zwitserse kanton Vaud.
Villarzel telt 373 inwoners.

## Geschiedenis
De huidige gemeente Villarzel is op 1 juli 2006 ontstaan door een fusie van de voormalige gemeenten Rossens, Sédeilles en Villarzel. Deze fusiegemeente maakt deel uit van het district Broye-Vully sinds op 1 januari 2008 het toenmalige district Payerne, waar Villarzel tot dat moment onder viel, werd opgeheven.